# Horst Behr
Horst Behr (* 9. Oktober 1923): Ein ehemaliger deutscher Fußballspieler, der 1952/53 für die BSG Motor/Wismut Gera in der DDR-Oberliga, der höchsten Spielklasse im DDR-Fußball, aktiv war.

## Sportliche Laufbahn
1952/53 bestritten die Geraer Fußballer ihre vierte Saison in der DDR-Oberliga, zunächst unter der Bezeichnung BSG Motor, ab April 1953 als BSG Wismut. Zum Aufgebot der Mannschaft gehörte erstmals der 28-jährige Horst Behr, der bisher im DDR-weiten Spielbetrieb nicht in Erscheinung getreten war. Trainer Oskar Büchner setzte ihn bereits im ersten Oberligaspiel der Geraer ein, bei dem er Behr in der Begegnung Motor Zwickau – Motor Gera (1:0) als halblinken Stürmer aufbot. Diese Position nahm Behr auch im zweiten und vierten Oberligaspiel ein. Danach pausierte er bis zum April 1953 und wurde danach noch in den letzten vier Punktspielen als Mittelstürmer eingesetzt. Nach seinem letzten Oberligaspiel Wismut Gera – Motor Jena (2:2) am 23. Mai 1953 verabschiedete sich Horst Behr vom höherklassigen Fußball.